# Moritz Hinträger
Moritz Hinträger (24. listopadu 1831, Žinkovy – 27. dubna 1909, Bolzano) byl rakouský architekt a stavební inženýr.

## Život
Narodil se v obci Žinkovy okres Plzeň. Vzdělání stavební inženýr získal na technice v Praze. Po ukončení studia odešel pracovat do Vídně, kde byl zaměstnán na generálním stavebním ředitelství drah a u několika stavebních firem v oboru pozemního stavitelství. Zároveň studoval na Akademii výtvarného umění ve Vídni u A. Siccardsburga a E. van der Nülla, aby získal větší rozhled pro svou uměleckou tvorbu. 12. února 1859 se oženil s Emmou Antonií rozenou Göttlicher, z tohoto manželského svazku se narodili synové Karel (1859 – 1913) architekt a Moritz Johan Anton (1863–?) plukovník dělostřelectva.
V letech 1871 až 1874 byl zaměstnán jako stavební ředitel společnosti Union. Od roku 1874 pracuje jako nezávislý architekt ve svém ateliéru. Od 1881 spolupracuje se synem Karlem a Heinrichem Clausem.
Moritz Hinträger byl jedním z nejaktivnějších architektů 19. století v Rakousku. Zabýval se projektováním různých typů budov. Z veřejných staveb jsou to především školy, radnice a banky, kde uplatňuje především novorenesanční sloh. Ve svých prvotních projektech vídeňských městských domů, ovlivněn Siccardsburgem, využíval renesanční formy, které byly označovány jako „Nová vídeňská renesance“.

## Dílo

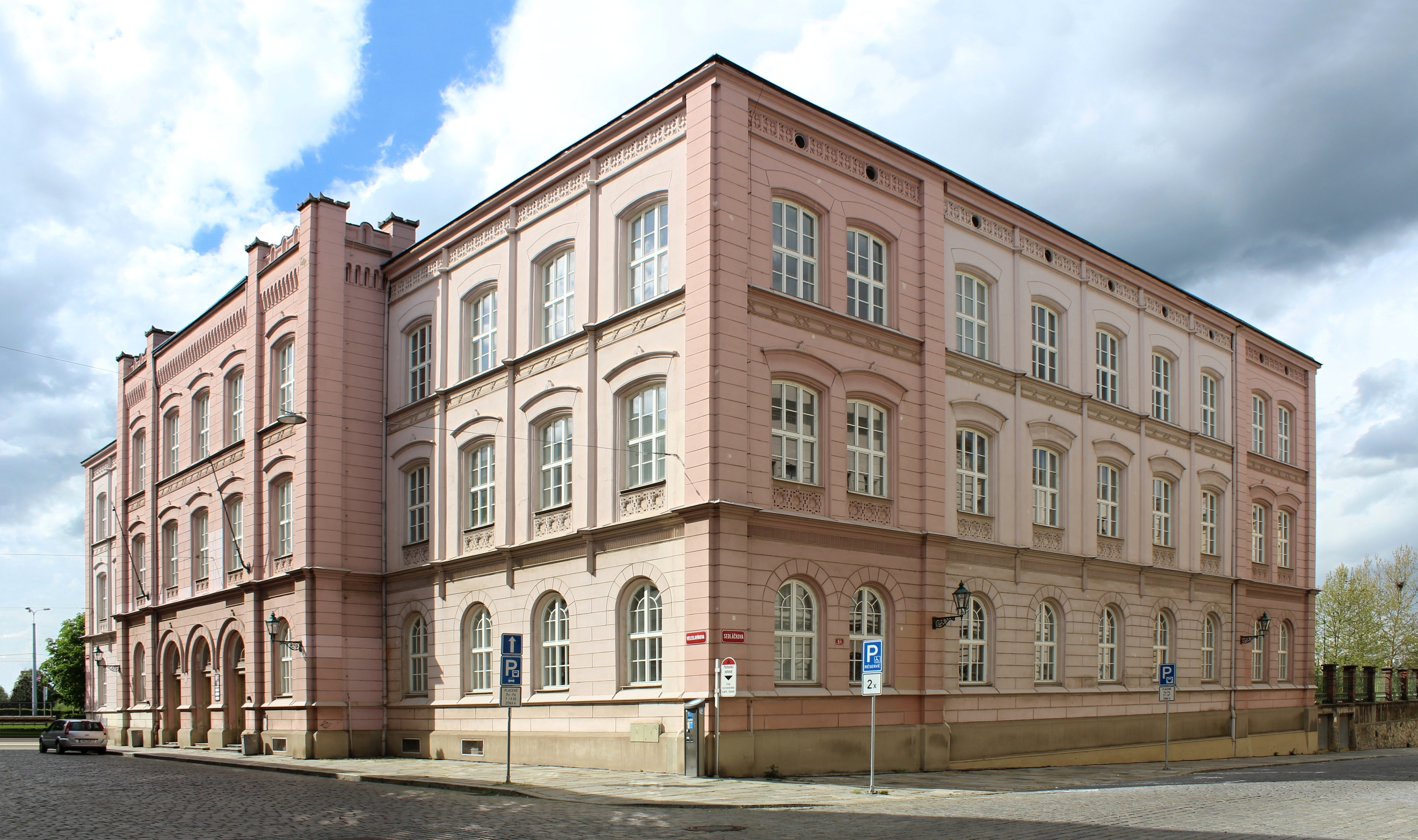
Vyšší reálka v Plzni

### Školy
- 1866 vyšší reálka v Plzni (chráněna coby kulturní památka[3])
- 1874–1876 škola v Innsbrucku
- 1885 škola v Postoloprtech (spolu s K. Hinträgerem)
- 1887 gymnasium, Vídeň 18
- 1885–1889 dívčí obecnou a měšťanskou školu v Novém Jičíně (spolu s H. Clausem)
- 1888–1889 základní škola v Reichenau an der Rax (spolu s K. Hinträgerem)
- 1888–1890 chlapecká základní a měšťanská škola v Jihlavě (spolu s H. Clausem)
- 1889 chlapecká a dívčí obecná škola v Penzingu (Vídeň 14, spolu s K. Hinträgerem)
- 1889 vyšší reálka v Osijeku (spolu s K. Hinträgerem)
- 1890 škola ve Wilhelmburgu (spolu s K. Hinträgerem)
- 1888–1889 dívčí obecná a měšťanská škola v Šumperku (spolu s K. Hinträgerem)
- 1896 gymnasium v Šumperku (spolu s K. Hinträgerem)
- 1890 obecná škola ve Vídeňském Novém městě (spolu s K. Hinträgerem)

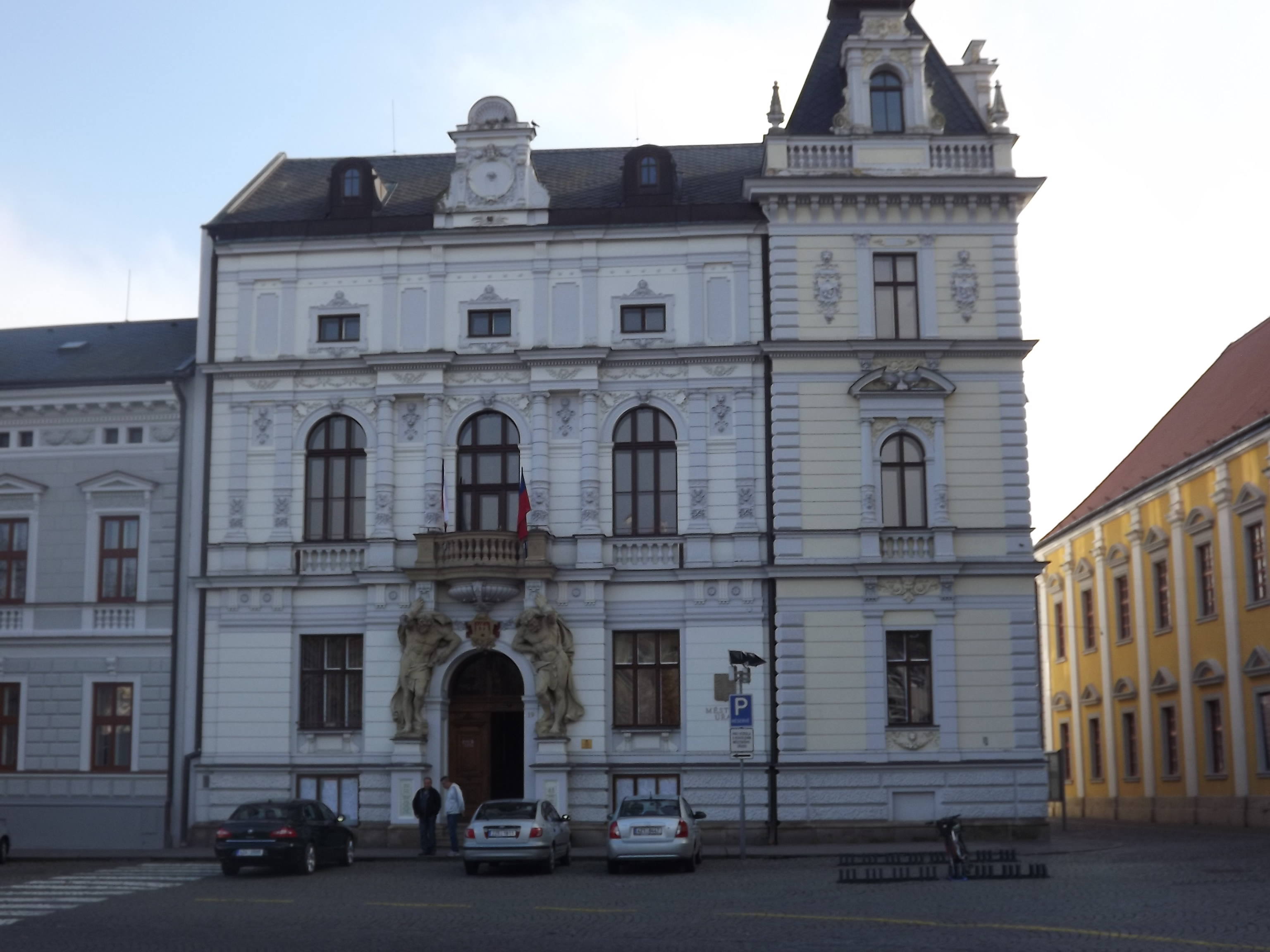
Nová radnice a spořitelna, Uherské Hradiště

### Radnice a spořitelny
- 1890 radnice Neunkirchen (zbořeno)
- 1890–1891 radnice ve Währingu (Vídeň 18, spolu s K. Hinträgerem)
- 1890 radnice Nová a spořitelna Uherské Hradiště (Masarykovo náměstí 19, prvky německé renesance, společně s K. Hinträgerem), kulturní památka ČR, prohlášená ministerstvem kultury 14. 10. 1994[4]
- 1896 radnice v Šoproni (Maďarsko)

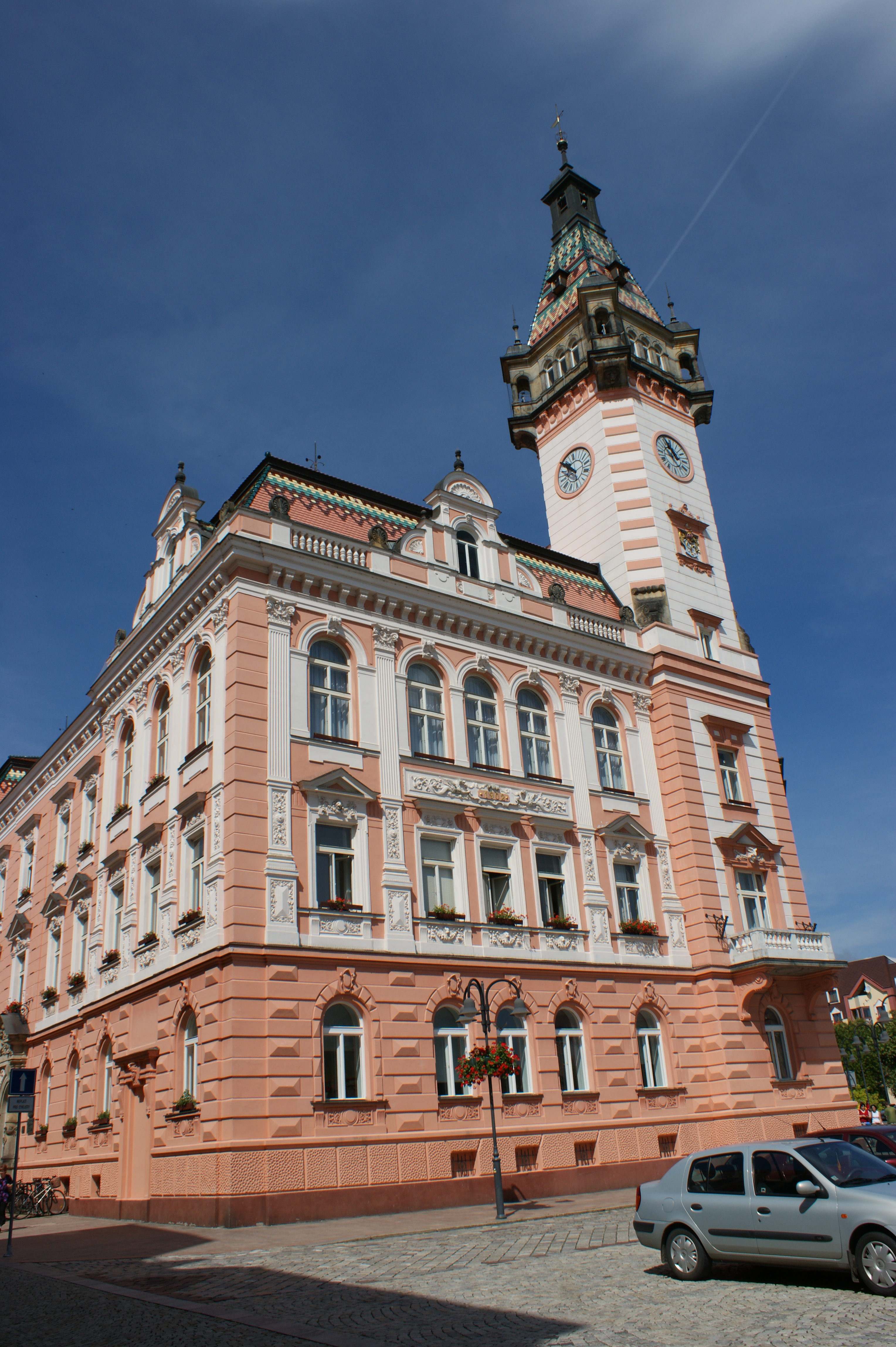
Budova radnice v Krnově

- 1901–1903 Stavba radnice v Krnově (Hlavní náměstí 1, Horní Předměstí 96)[p. 1], na místě staré radnice, která byla zbořena v roce1896, byla postavená nová budova ve stylu novorenesance se secesními prvky. Věž radnice je kopii věže radnice ve Währingu. V budově byly i prostory pro Unionbanku a stanici první pomoci. Malby v radničním sále vyjadřující historii města jsou od vídeňského malíře Otto Bartha.[5] Stavbu postavili Ernst Latzel a Alois Geldner.[6]
- 1877 spořitelna v Innsbrucku
- 1894 spořitelna v Horní Plané (spolu s K. Hinträgerem)

### Vily
- 1874 vila Tichý v Kaltenleutgebenu
- 1880–1882 vila P. Piette v Maršově, Svoboda nad Úpou
- 1897–1898 vila Hinträger v Reichenau an der Rax (spolu s K. Hinträgerem)
- 1873 palác I. Seidla Šumperku
- 1875–1876 přestavba vily A. Scholze v Šumperku

### Další stavby
- 1865–1870 zámek v Býchorech

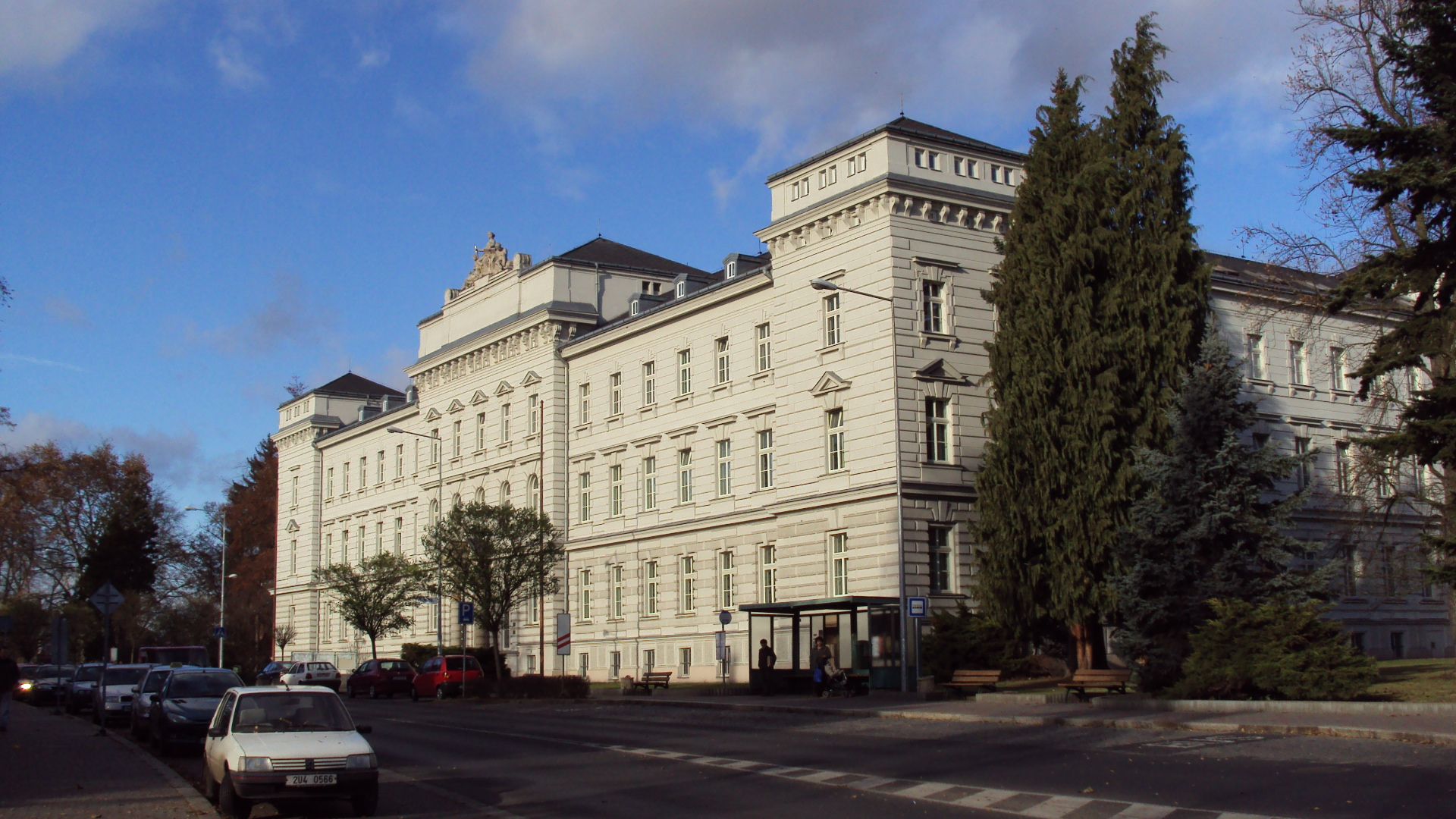
Budova okresního soudu v České Lípě

- 1877–1878 rodinná hrobka pro Františka rytíře Horský von Horskýfeld u kostela svatého Jakuba Většího v Ovčárech
- 1885–1886 nalezinec a chudobinec ve Svitavách
- 1888 muzeum a knihovna v Jihlavě
- 1897 okresní úřad a věznice České Lípě (spolu s K. Hinträgerem), nynější okresní soud
- 1898 hasičská zbrojnice v Lublani (Slovinsko)